# Šimeg
Šimeg (Šumeg) (mađ. Sümeg) je gradić u Mađarskoj.

## Upravna organizacija
Upravno je sjedište šimeške mikroregije u Vesprimskoj županiji. Poštanski je broj 8330.

## Povijest
1984. je godine stekao status grada.

## Stanovništvo
U Šumegu je 2001. živjelo 6876 stanovnika, većinom Mađara, nešto malo Roma koji imaju manjinsku samoupravu, Nijemaca te drugih.
Hrvati su se iz tog sela poslije odselili u druge krajeve. Spomen na svoje podrijetlo ostavili su u prezimenu, koje svjedoči o njihovom prijašnjem boravištu. Dio seljana završio je u 18. st. u Baju gdje se javlja prezime Šimeglija, a nekoliko godina poslije u znatno sjevernijoj Tukulji zabilježen je doseljenik iz ovog sela, prezimena Šumeglija.

## Poznate osobe
- U Šimegu je djelovao mađarski obrtnik slovenskog podrijetla koji se bavio lončarstvom Karel Dončec.